# شو لیجیا
شو لیجیا (چینی: 徐莉佳؛ زادهٔ ۳۰ اوت ۱۹۸۷) قایقران قایق‌ران بادبانی اهل چین است.
وی در مسابقات کشوری و بین‌المللی در مجموع برندهٔ ۲ مدال طلا، ۲ مدال نقره، ۱ مدال برنز شده‌است.